# Laapataa Ladies
Laapataa Ladies é um filme de comédia dramática em hindi indiano de 2023 dirigido por Kiran Rao, e produzido por Rao, Aamir Khan e Jyoti Deshpande. É estrelado por Nitanshi Goel, Pratibha Ranta, Sparsh Shrivastava, Chhaya Kadam e Ravi Kishan, e conta a história de duas jovens noivas recém-casadas que são trocadas durante uma viagem de trem para a casa de seus maridos.
O filme foi exibido no 48º Festival Internacional de Cinema de Toronto em 8 de setembro de 2023, e foi lançado nos cinemas em 1º de março de 2024. O filme recebeu críticas positivas da crítica e do público e foi elogiado por sua história, roteiro e performances do elenco.
Ganhou o prêmio de Melhor Filme (Escolha da Crítica) no Festival de Cinema Indiano de Melbourne. O filme foi selecionado como a entrada indiana para o Melhor Filme Internacional para o 97º Oscar, mas não foi indicado.

## Enredo
Em 2001, no fictício Nirmal Pradesh, Deepak, um fazendeiro, está viajando de volta para sua aldeia com sua nova noiva, Phool Kumari. Eles entram em um trem de passageiros lotado junto com muitos outros casais recém-casados. Todas as noivas usam o mesmo traje nupcial colorido com seus rostos completamente cobertos com um ghoonghat (véu), como é a tradição. Deepak cochila e acorda no meio da noite para perceber que chegou ao seu destino. Na escuridão e confusão da pressa para partir, ele desembarca com a noiva errada e Phool é deixada para trás no trem com o outro noivo, Pradeep.

## Elenco
- Nitanshi Goel como Phool Kumari
- Pratibha Ranta como Jaya Tripathi Singh / Pushpa Rani
- Sparsh Shrivastav como Deepak Kumar
- Chhaya Kadam como Manju Maai
- Ravi Kishan como Shyam Manohar
- Geeta Agrawal Sharma como Yashoda
- Satendra Soni como Chhotu
- Abeer Jain como Bablu
- Bhaskar Jha como Pradeep Singh
- Daood Hussain como Gunjan
- Durgesh Kumar como Dubey Ji
- Pankaj Sharma como pai de Deepak
- Kanupriya Rishimum as Bela
- Sanjay Dogra como Murti
- Shad Mohamad como Hanif
- Ravi Kapadiya como Abdul
- Vivek Sawrikar como Station Master
- Rachna Gupta como Poonam Kumari
- Pranjal Pateriya como Raghu
- Samarth Mayor como Bilas
- Abhay Dubey como Prisone

## Produção
Este é o segundo empreendimento de direção de Kiran Rao depois de Dhobi Ghat (2010). O coprodutor do filme, Aamir Khan, descobriu a história Two Brides, de Biplab Goswami, em uma competição de roteiro. O filme foi filmado em locações nas aldeias de Bamuliya e Dhamankheda (Dhankhedi) no distrito de Sehore, em Madhya Pradesh. Os moradores locais foram escalados como personagens secundários e o filme foi filmado em casas reais na área.

## Lançamento
Laapataa Ladies foi lançado nos cinemas em 1 de março de 2024. A Yash Raj Films adquiriu os direitos de distribuição global do filme. Estreou na Netflix em 26 de abril de 2024.